# 嘉木样·丹贝坚赞

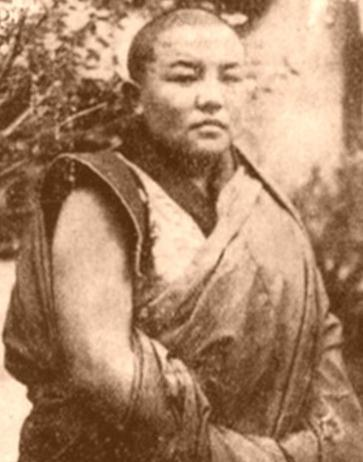
嘉木样·丹贝坚赞

嘉木样·丹贝坚赞（藏語：བསྟན་པའི་རྒྱལ་མཚན་，威利转写：bstan pa'i rgyal mtshan，1916年3月12日—1947年），汉名黃正光，第五世嘉木样活佛，拉卜楞寺寺主。

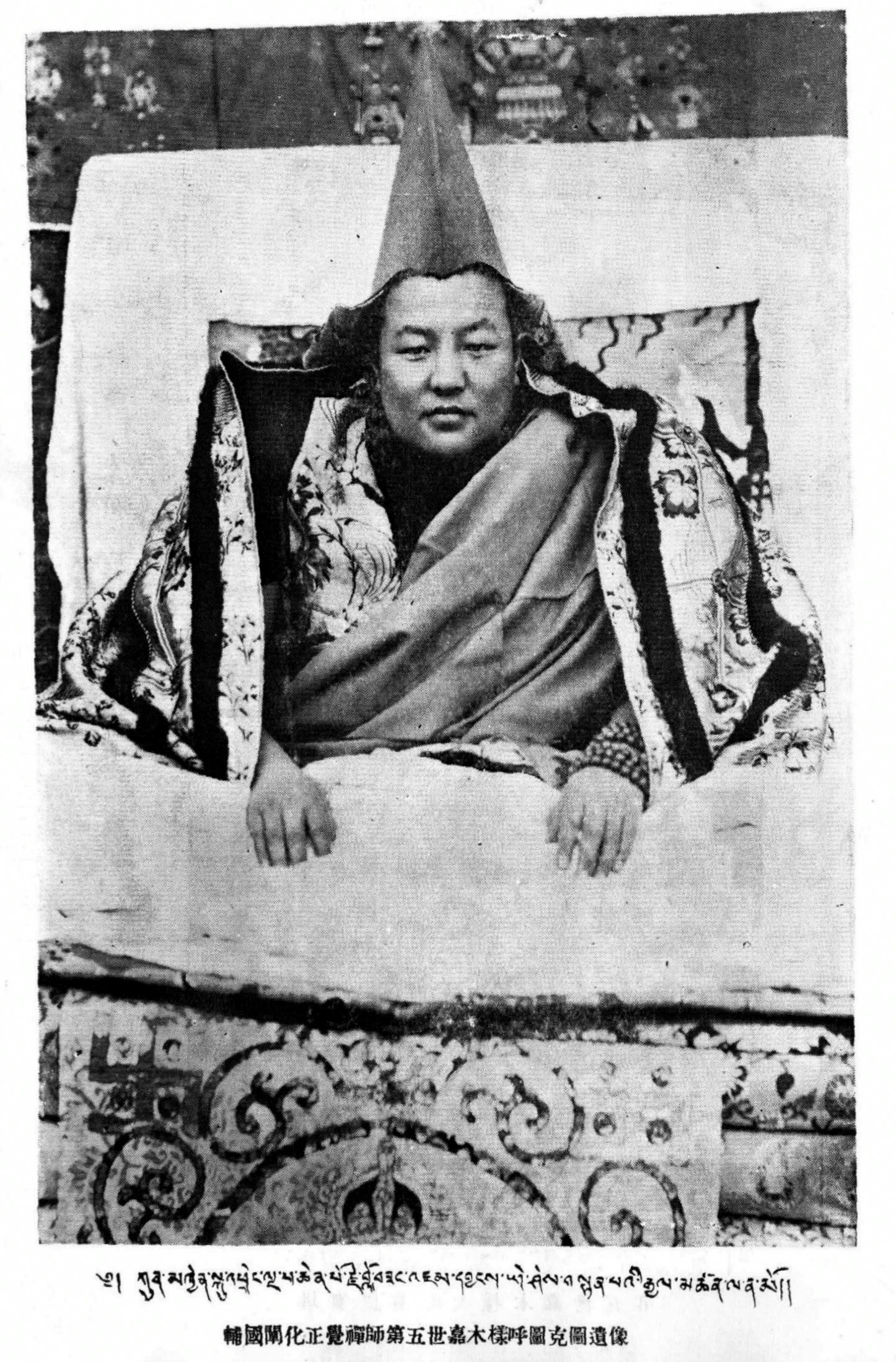
五世活佛被封为“辅国阐化正觉禅师嘉木样呼图克图”，其汉名为黃正光，

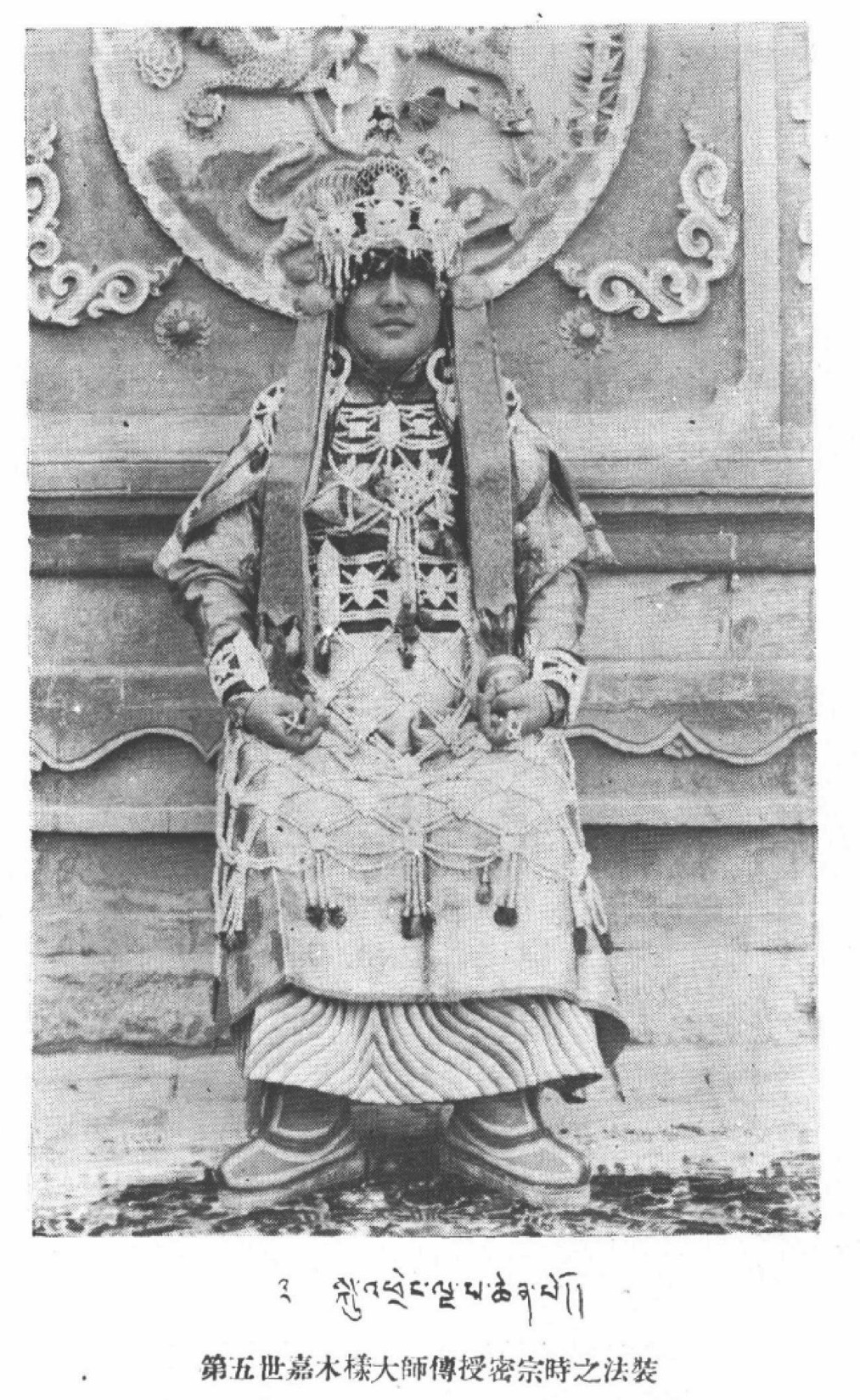
活佛之法相

## 生平
五世嘉木样1916年出生于西康理塘，漢名黄正光，父名貢保端主，漢名黃位中，母名姑如拉措。其兄为少将黄正清。
1919年由九世班禅卜算、德哇仓活佛寻找而被认定为第四世嘉木样的转世，赐号“善慧妙音圣智教幢”。1924年离开拉卜楞寺前往河州、兰州等地，1927年宁海镇守使马麒的宁海军离开拉卜楞寺后返回。翌年，创立续部上院（居多巴扎仓）。1933年国民政府封其为“辅国阐化禅师嘉木样呼图克图”。1937年前往西藏学法，1939年在哲蚌寺郭莽扎仓修业期满后返回。1947年因病在菩提法苑圆寂。